# Новочервоное
Новочервоное (укр. Новочервоне) — село, относится к Троицкому району Луганской области Украины.
Население по переписи 2001 года составляло 1134 человека.
Почтовый индекс — 92145. Телефонный код — 6456. Занимает площадь 1000 км². Код КОАТУУ — 4425483501.

## Местный совет
92145, Луганская обл., Троицкий район, с. Новочервоное, ул. Ленина, 6

## История
Официальной датой возникновения села считается 1690 год.
Однако давно до этого здесь были поселения каменного века, о чем свидетельствуют находки и проводимые здесь раскопки.